# Oliarus kindli
Oliarus kindli är en insektsart som beskrevs av Bourgoin, Wilson och Couturier 1998. Oliarus kindli ingår i släktet Oliarus och familjen kilstritar. Inga underarter finns listade i Catalogue of Life.